# Crash: Mind Over Mutant
Crash: Mind Over Mutant é um jogo eletrônico de plataforma desenvolvido pela Radical Entertainment e publicado pela Activision. Foi lançado mundialmente em outubro de 2008 para Nintendo DS, PlayStation 2, PlayStation Portable, Wii e Xbox 360.

## História
A história é contada através de diferentes animações, feitas em diferentes estilos: Anime, South Park, histórias em quadrinhos, fantoches, etc.
Neo Cortex, com o auxílio de seu antigo parceiro Nitrus Brio, cria um assistente digital chamado "NV" (que em inglês se parece com a palavra "envy", inveja em português), capaz de controlar as mentes de todos. Crash, o único habitante de Wumpa Island que não foi afetado pelo NV, deve salvar Coco e Crunch e impedir que Cortex continue com seus planos de controlar o mundo com o NV.
O jogo mostra em seu vídeo inicial Nina e Cortex fugindo do dominador que caiu em Wumpa Island. Logo após a fuga Cortex literalmente chuta Nina na escola do mal; na continuidade do filme é possível ver Cortex e Nitros Brio (de volta à ativa) testando o NV em um inofensivo coelho que se transforma em um monstro que comicamente esmaga Nitros Brio. Em outra parte do vídeo N. Cortex aparece construindo milhares de NVs.
O jogo realmente começa após o segundo filme que mostra Coco pedindo a Crash para lhe trazer espécies de ferramentas que estão espalhadas pela ilha, neste mesmo vídeo vemos Coco realmente em chamas.
Há titãs jogáveis e não jogáveis, Cortex é jogável e o tempo de jogo é infinito

## Recepção
A maioria das análises da versão para PlayStation 2 de Mind Over Mutant foram positivas. Dakota Grabowski, da GameZone, achou o jogo "ligeiramente" melhor do que Crash of the Titans, elogiando a melhoria nos controles, a jogabilidade e o enredo. Porém, disse que a câmera "quase arruina todo o pacote".
A versão para Wii também se saiu bem, embora não tanto quanto a do PlayStation 2. Louis Bedigan, também da GameZone, disse que os jovens "podem se sentir incomodados com a câmera e/ou com os objetivos repetitivos, mas é um Crash divertido, o que não se vê há algum tempo - é um dos melhores clones de Mario do Nintendo Wii". Neal Ronaghan, da Nintendo World Report, disse que "a história encantadora e humor genuíno" foram "ofuscados pela jogabilidade superficial".
As análises da versão para Xbox 360 foram misturadas. Christopher Ewen, da GameZone, elogiou o ambiente do jogo, mas o achou muito fácil. Matt Casamassina da IGN disse que o jogo é "exatamente como o antecessor: um jogo de plataforma agradável que satisfaz os jogadores mais jovens, mas não traz muita coisa que os jogadores mais experientes não tenham experimentado antes". Andy Eddy do TeamXbox elogiou a dublagem, mas criticou a jogabilidade. Justin Calvet do GameSpot afirmou que "o jogo tem muitos problemas de câmera para torná-lo recomendável". Official Xbox Magazine disse que "há muito pouco em Mind Over Mutant que faça valer os 50$ ou as quatro horas perdidas ao concluí-lo". Dan Pearson, da Eurogamer criticou a câmera, a queda de quadros por segundo, as missões inúteis e conceitos datados. Andrew Reiner de Game Informer, disse que o jogo "tem queda na taxa de frames por segundo imprevisível, e o jogo é morte certa por falhar no posicionamento da câmera", além de dizer que "é mais um jogo ruim do nosso marsupial preferido".
A versão para Nintendo DS recebeu criticas negativas. Mike David, da GameZone, disse que "é o primeiro jogo realmente decepcionante da série Crash", enquanto que Neal Ronaghan, da Nintendo World Report, achou que o jogo "deixa muito a desejar em termos de profundidade e nível de design". Craig Harris, da IGN, disse que o jogo é "chato, monótono e não faz nada que o jogo anterior fez tão bem no DS ano passado".